# Antropología de la religión

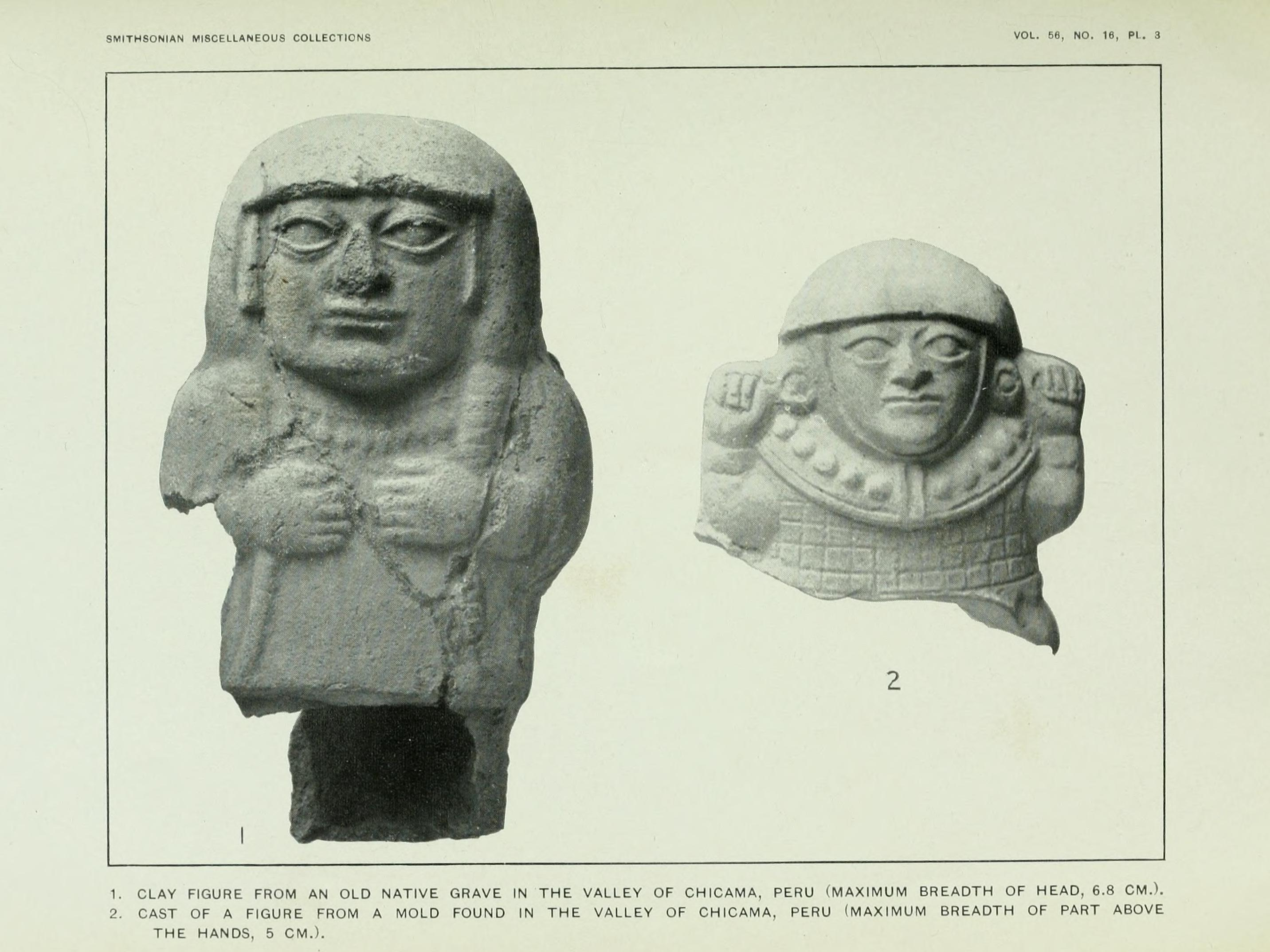
Dos antiguas figuras antropomorfas de Perú

La antropología de la religión es una rama de la antropología que estudia el origen, desarrollo y evolución de los fenómenos religiosos en las distintas sociedades y grupos humanos. La antropología moderna adopta una completa continuidad entre el pensamiento mágico y la religión  y que cada religión es un producto cultural creado por la comunidad que la practica.

## Definición de religión
A partir de la definición de un concepto ha de tenerse en cuenta que se ha llegado a dicha definición partiendo de innumerables datos y casos particulares. Aun teniendo el defecto de incluir en la misma la visión o interpretación de quien estudia los datos, la definición como punto de partida para una explicación constituye la segunda parte de un proceso inductivo-deductivo.[cita requerida]
La religión, por su universalidad y evolución a través de los tiempos y culturas, es un concepto de muy difícil definición. Se puede decir que hay tantas definiciones como estudiosos del fenómeno religioso. Pero pueden agruparse en tres categorías: históricas, teológico-filosóficas y antropológicas.[cita requerida]
En el primer grupo (definiciones históricas), se hallan las interpretaciones de la religión como explicación racional de los misterios de la naturaleza, es la religión animista (Edward Burnett Tylor). También se ha visto en lo religioso una forma de controlar los fenómenos a través de la magia (James George Frazer)  o como respuesta a los sentimientos de soledad ante los fenómenos de la naturaleza o el misterio de la muerte. Durkheim concibe la religión como inseparable de la organización social –totemismo–. Cada época o entorno sociocultural hace un enfoque conceptual diferente del término religión. Para la cultura occidental hay religiones primitivas o politeístas y religiones monoteístas o «del libro», por alusión a que se ha recogido en escrituras los dogmas de fe y de la moral.
Entre las definiciones teológico-filosóficas, se cuenta a una larga lista de filósofos, teólogos y estudiosos que enfocan la religión de forma esencialista. Tratan de definir lo religioso por su contenido, sus dogmas. La religión como sistema de creencias. Pero este tipo de definición, al no llegar a explicar conceptos como lo sagrado, el misterio o lo absoluto, dejan la puerta abierta a otro tipo de explicaciones.[cita requerida]
Las definiciones antropológicas son funcionalistas, se fijan en la acción, la estructura social y los aspectos pragmáticos. Frente al esencialismo de lo sagrado y lo profano como explicación del mundo, se oponen la interpretación de las creencias y ritos como elementos activos de control o la religión como una estructura social (M. Mauss, Max Weber, Malinowski, Strauss, Durkheim, Frazer).[cita requerida]
En los pueblos primitivos, la religión constituye parte del entramado social que brinda estabilidad y afán de supervivencia al grupo a través del mito. Estos grupos se sienten descendientes de un dios, semidiós o héroe y con un cometido místico (ritos). En las sociedades modernas, la religión ha perdido importancia respecto a estas funciones. Ya no representa la única forma de moral, al desarrollarse el Derecho, y las instituciones del Estado desempeñan gran parte de las funciones que tradicionalmente venía realizando la religión.[cita requerida]
Las funciones más elementales de la vida religiosa se pueden resumir en estas:[cita requerida]
- Cosmovisión o interpretación del mundo: origen, sentido, destino, salvación.
- Estabilidad social, dirigida al grupo como tal, a través de la sacralización de la familia y el trabajo, de la moral y la autoridad, instituciones, ritos de paso y de sacrificio, etcétera.
- Función económica y de control. Aparición del capitalismo (Max Weber).
- Función psicológica, de estabilidad emocional, dirigida al individuo: el sentido de la vida, la salvación individual mediante la gracia, la integración en la comunidad celeste mediante la salvación.[cita requerida]

En la definición nominal, tampoco hay acuerdo entre los estudiosos de este campo. Unos la hacen derivar de la palabra latina relegare, en el sentido de preocupación, de prestar atención, de práctica intimista (Galio); otros, del término relegere, como actividad social y legal perteneciente a lo público y a la esfera del Estado (Cicerón) y otros, de religere, como atadura y unión con lo divino a través de la moral (san Agustín).[cita requerida]

## Breves notas sobre la evolución del concepto de religión
El mundo romano (véase cultura de la Antigua Roma) concibe la devoción a los dioses como un sistema de prestación-contraprestación, como un culto público y privado. Por eso, la relación legal con los dioses dará una gran relevancia al derecho en la teología escolástica medieval.
En la evolución de la religión romana se observan tres etapas claras: 
- Periodo itálico, en el que predominan las divinidades indígenas.
- Periodo helénico. Tras el contacto con el mundo helenístico, el espíritu de piedad ingenua da paso a una religiosidad filosófica y formal.
- Periodo oriental, en el que se busca la felicidad y una vida eterna segura a través de ritos mistéricos: Dioniso, Démeter, Cibeles, Isis, Osiris y Mitra, entre otros.[4]

En el mundo medieval conviven los restos de la religiosidad romana bajo la forma de elementos mágicos: pócimas, conjuros, encantamientos, etcétera, con la religiosidad cristiana que va haciendo calar su pensamiento religioso en las nuevas sociedades recién cristianizadas. De aquí surge el fenómeno de la religiosidad popular en contraposición al de religiosidad oficial.[cita requerida]
Durante el Renacimiento se inicia la separación entre teología y religión. Al ponerse de moda la mitología clásica aparece un elemento de referencia frente al absolutismo teológico medieval. Giovanni Boccaccio escribió una Genealogía de los dioses paganos (1360).[cita requerida]
La Ilustración someterá a la religión a los «límites de la razón» (Immanuel Kant). Se traducen textos religiosos de otras culturas, aparecen el deísmo, los diccionarios enciclopédicos, la crítica a los textos bíblicos, se combate la superstición y se ataca el poder de la Iglesia. La filosofía empirista (David Hume) pondrá en duda principios de la filosofía tradicional como el de la causalidad.[cita requerida]
La interpretación de la religión toma un rumbo inesperado en el siglo XIX con los trabajos de Auguste Comte, Charles Darwin y Sigmund Freud. Este último considera el concepto de Dios como la máxima creación cultural por dotar a la humanidad de un padre que ha de emparejarse de forma natural con la madre tierra.

## Enfoques conceptual y funcionalista (qué es y para qué)
Las interpretaciones clásicas de lo que es religión hacen hincapié en los conceptos esenciales – visiones esencialistas– del fenómeno religioso: lo divino o sagrado, el misterio, la fuerza vital, el tao, el maná, etcétera. Todas estas definiciones o interpretaciones del hecho religioso descansan en dos conceptos generales aceptados por los representantes de este enfoque sustantivista: las creencias y los rituales. Es decir, los hechos religiosos que adolecen de alguno de estos dos elementos no deberían incluirse en la categoría de fenómeno religioso. Un sistema de creencias sin una estructura ritual no es propiamente un fenómeno religioso. Asimismo, una acción ritualizada que no va dirigida a algún tipo de entidad suprahumana no es un rito en el sentido religioso. Por ejemplo: fumar, las diferentes formas de protocolo, las costumbres sociales, algunas prácticas y técnicas yóguicas. ¿Es posible hablar de una sacralidad sin Dios, como se ha interpretado el budismo? ¿Estarían algunas prácticas budistas en el límite del concepto de religión? 
Por todo ello, es necesario acotar el término religión para no acabar incluyendo en esta categoría los fenómenos psicológicos, mágicos o actuaciones terapéuticas. Sería un error etimológico considerar la acupuntura, el taichí, el logos griego o el ser parmenídeo como conceptos religiosos aunque coincidan sus atributos con algunos de los asignados al dios cristiano o al Dalái lama como el Hijo de Dios cristiano o a la Ilíada y la Odisea como libros sagrados a pesar de su alto contenido religioso, o a algunos filósofos griegos como creadores de sectas religiosas.[cita requerida]
El principal escollo con que se encuentra este enfoque esencialista o conceptual del hecho religioso es que no se pueden definir con claridad términos como la divinidad, lo sagrado, el misterio o el más allá. De esta forma nos encontramos de vuelta al comienzo de la investigación: cómo definimos lo esencial del fenómeno religioso para saber si una acción es religiosa o no.[cita requerida]
Las interpretaciones funcionalistas no se preguntan «qué es lo religioso» sino el «para qué», cuál es el objetivo del hecho religioso. El principio darwinista de que la función crea el órgano hace preguntarse a los sociólogos de la religión si la finalidad no estará en el comienzo del proceso religioso. Si existe una necesidad de explicación del mundo, del más allá, surgirá la respuesta cultural idónea a esa inquietud básica; viene a decir que la integración es la función de la religión y, al revés, siempre que ocurra algún tipo de integración nos hallamos ante un fenómeno religioso. En el mismo sentido van las opiniones de Talcott Parsons, Clifford Geertz, Malinowski, entre otros funcionalistas. Si hablamos de integración del individuo en una sociedad atemporal o extramundana, tendría pleno sentido aplicarle el término religioso. Pero si lo aplicamos a los actos de integración social, entonces deberíamos incluir en lo religioso a los ateos y a toda acción social. El concepto de religión se vuelve inflacionista y llegaría a identificarse con sociedad. Algunas formas religiosas sitúan muy próximos el Estado/grupo y lo sagrado (totemismo y religión romana, por ejemplo) ya que consideran al grupo —no a los individuos— heredero del carisma de sus dioses.[cita requerida]
Sería el caso de los líderes religiosos que, al prometer la salvación o un paraíso celeste, quedarían incluidos en la categoría de «religiosos»; a pesar de que en la definición conceptualista no lo serían por carecer de rituales y muchas veces de creencias ya que basan toda su actividad espiritual en su propio carisma. Los líderes religiosos, cuanto más carismáticos son, menos utilización hacen de los recursos del ritual y de las creencias. Deberían considerarse religiosos en el sentido funcionalista, por ofrecer una salvación ultraterrena a sus seguidores. Estas soluciones salvíficas quedarán plasmadas más tarde en forma textual y de rituales evocativos de las acciones y milagros del líder. Así pues, la religión está en germen en los movimientos carismáticos, y en pleno desarrollo al fijarse el dogma y creencias en forma de texto normativo.[cita requerida]

## Etnocentrismo en la teoría social de la religión
Cuando se recurre a una definición, lo que se busca es acotar y limitar el terreno a base de conceptos claros y distintos, como diría Descartes. Una definición funcionalista es maximalista al considerar la teoría de la religión como una parte de la teoría social. La religión se convierte así en algo práctico. Si tomamos una definición muy general de lo religioso, caemos en el error de considerar religioso cualquier fenómeno de carácter espiritual o terapéutico como ocurrió con la acupuntura o como algunos artistas que atribuyen su genialidad a una influencia divina. Si adoptamos una definición partiendo del estudio de grupos pequeños o de comunidades que no representan a la mayoría del grupo social, no conseguiremos una visión completa del fenómeno religioso. El trabajo de campo debe hacerse sobre todo el grupo social considerando tanto los grupos mayoritarios como las minorías y la evolución –diacronía– de las ideas religiosas en paralelo a los cambios sociales.[cita requerida]
Pero el problema más grave para una teoría social de la religión no es la amplitud del campo a observar sino el punto de partida. Se ha elaborado una teoría de la religión partiendo de una religión dada: el cristianismo, y en una sociedad dada, la occidental. Este punto de partida defectuoso está condicionando en gran medida una interpretación neutra del fenómeno religioso como vemos actualmente con la categorización de sectas que se aplica a todo movimiento religioso que disienta de la ortodoxia cristiana.[cita requerida]
El concepto de religión surge como una generalización y exportación de rasgos del cristianismo occidental a otros fenómenos espirituales y sociales similares en otras sociedades, lo que lleva consigo el prejuicio etnocentrista típico de los comienzos de la antropología como ciencia social. De esta forma, no se concibe una definición de religión que no incluya al cristianismo. Cristianismo y occidente son conceptos inseparables. Al aplicar el concepto occidental de religiosidad a las estructuras sociales de pueblos primitivos o de oriente entramos en la paradoja de que la religiosidad oriental, confucionismo, budismo, hinduismo, jainismo y sinto, no constituyen propiamente religiones sino sistemas morales, sabiduría sobre la vida y técnicas de interiorización. Todo concepto de religión debe al menos cumplir el requisito de englobar las formas religiosas de oriente y de occidente.
Los principales conceptos para el estudio de la fenomenología de la religión, como iglesia, secta, religiosidad popular frente a religiosidad oficial, líder carismático (mesianismo), práctica simbólica (ritos), ideología religiosa (dogmas), proceden de una experiencia histórica determinada, de una tradición cristiana y no son exportables a otras formas de religiosidad o de espiritualidad. Para hacer una aproximación neutra a la religiosidad primitiva o al pensamiento oriental deben entenderse estos conceptos dentro del contexto de la cultura social del grupo al que pertenecen. La generalización, en un tema tan complejo como este, es el mayor enemigo de esa veracidad a la que debe aspirar cualquier estudioso del fenómeno religioso. Así por ejemplo, los conceptos de mana, magia, chi, energía universal o maestro no coinciden con sus homólogos occidentales de divinidad, oración, Dios o Hijo de Dios. La idea mesiánica que encierra el concepto de Hijo de Dios, como salvador único o renovador del orden establecido, nos llega a través del judaísmo. No se puede aplicar este concepto a la idea que en oriente se tiene del maestro espiritual o del [{mahatma]].[cita requerida]
Un planteamiento diferente como modo de alternativa al etnocentrismo lo vemos en Roy Fraser Holland cuando separa el lenguaje religioso del lenguaje teológico. Téngase en cuenta que el lenguaje religioso es la manifestación simbólica de una ideología religiosa. Cuando se toma una palabra (concepto) del lenguaje de la vida cotidiana y se aplica a un concepto teológico, debe tenerse en cuenta que le hemos dado una carga semántica extra. La religión, separada así de la teología, con la que nada tiene que ver, permite acercarnos al fenómeno religioso desde un planteamiento neutro. La teología es un discurso sobre Dios, mientras que la religión es una actitud, una creencia, una oración. Un teólogo es un gramático del lenguaje religioso. Las metafísicas sirven de mucho pero no dicen nada (Ludwig Wittgenstein, Rudolf Carnap y los autores del Círculo de Viena). El lenguaje de la teología, sin la experiencia de lo religioso, se vuelve vacío.[cita requerida]
Otro intento de los estudiosos empiristas del fenómeno religioso por encontrar un concepto religioso que incluya Oriente y Occidente es reducir el concepto de religión a un comportamiento moral en el sentido de estilo de vida o de comportamiento ético. Otros autores reducen lo religioso a la función psicológica de los mitos incluyendo la religión en el campo emocional. 
Ya que resulta tan difícil definir lo que se entiende por religión, sería mejor prescindir de este término y referirse a lo religioso como «fenomenología de la religión» o «fenómeno religioso».[cita requerida]